# Campeonato Mundial de Snowboard de 2015
El XI Campeonato Mundial de Snowboard se celebró en la estación alpina de Kreischberg (Austria) entre el 16 y el 24 de enero de 2015 bajo la organización de la Federación Internacional de Esquí (FIS) y la Federación Austríaca de Esquí. Paralelamente se realizó el XV Campeonato Mundial de Esquí Acrobático.

## Medallistas

### Masculino
| Evento                           | Oro                                | Plata                             | Bronce                                 |
| -------------------------------- | ---------------------------------- | --------------------------------- | -------------------------------------- |
| Eslalon paralelo (22.01)         | Roland Fischnaller · Italia        | Andrei Sobolev · Rusia            | Rok Marguč Eslovenia                   |
| Eslalon gigante paralelo (23.01) | Andrei Sobolev · Rusia             | Žan Košir Eslovenia               | Benjamin Karl · Austria                |
| Campo a través (16.01)           | Luca Matteotti · Italia            | Kevin Hill · Canadá               | Nick Baumgartner Estados Unidos        |
| Halfpipe (17.01)                 | Scott James Australia 91,50 pts.   | Zhang Yiwei China 89,50 pts.      | Tim-Kevin Ravnjak Eslovenia 89,25 pts. |
| Big air (24.01)                  | Roope Tonteri · Finlandia · 173,75 | Darcy Sharpe · Canadá · 169,50    | Kyle Mack Estados Unidos 163,50        |
| Slopestyle (21.01)               | Ryan Stassel Estados Unidos 97,50  | Roope Tonteri · Finlandia · 93,75 | Kyle Mack Estados Unidos 92,75         |

### Femenino
| Evento                           | Oro                               | Plata                                   | Bronce                               |
| -------------------------------- | --------------------------------- | --------------------------------------- | ------------------------------------ |
| Eslalon paralelo (22.01)         | Ester Ledecká · República Checa   | Julia Dujmovits · Austria               | Marion Kreiner · Austria             |
| Eslalon gigante paralelo (23.01) | Claudia Riegler · Austria         | Aliona Zavarzina · Rusia                | Tomoka Takeuchi Japón                |
| Campo a través (16.01)           | Lindsey Jacobellis Estados Unidos | Nelly Moenne-Loccoz Francia             | Michela Moioli · Italia              |
| Halfpipe (17.01)                 | Cai Xuetong China 94,25 pts.      | Queralt Castellet · España · 81,25 pts. | Clémence Grimal Francia 80,25 pts.   |
| Big air (24.01)                  | Elena Könz · Suiza · 157,75       | Merika Enne · Finlandia · 148,75        | Sina Candrian · Suiza · 143,25       |
| Slopestyle (21.01)               | Miyabi Onitsuka Japón 92,50       | Anna Gasser · Austria · 89,50           | Klaudia Medlová · Eslovaquia · 84,25 |

## Medallero
| Núm. | País            | Oro | Plata | Bronce | Total |
| ---- | --------------- | --- | ----- | ------ | ----- |
| 1    | Estados Unidos  | 2   | 0     | 3      | 5     |
| 2    | Italia          | 2   | 0     | 1      | 3     |
| 3    | Austria         | 1   | 2     | 2      | 5     |
| 4    | Finlandia       | 1   | 2     | 0      | 3     |
| 4    | Rusia           | 1   | 2     | 0      | 3     |
| 6    | China           | 1   | 1     | 0      | 2     |
| 7    | Japón           | 1   | 0     | 1      | 2     |
| 7    | Suiza           | 1   | 0     | 1      | 2     |
| 9    | Australia       | 1   | 0     | 0      | 1     |
| 9    | República Checa | 1   | 0     | 0      | 1     |
| 11   | Canadá          | 0   | 2     | 0      | 2     |
| 12   | Eslovenia       | 0   | 1     | 2      | 3     |
| 13   | Francia         | 0   | 1     | 1      | 2     |
| 14   | España          | 0   | 1     | 0      | 1     |
| 15   | Eslovaquia      | 0   | 0     | 1      | 1     |
|      | TOTAL           | 12  | 12    | 12     | 36    |